# Ptychomitriaceae
Ptychomitriaceae là một họ rêu trong bộ Grimmiales.